# Enrique Zapata Ponce
Enrique Zapata Ponce (Yucatán, México, 8 de julio de 1937 - Ciudad de México, 31 de julio de 2021 ).

 Pintor y grabadista mexicano, reconocido como uno de los exponentes contemporáneos del folclor mexicano. Su obra está influenciada por el impresionismo, con un enfoque en los paisajes y la cultura de México.

## Inicios
Desde su infancia en Mérida, Yucatán, Zapata Ponce mostró interés por el arte, inspirado por los paisajes tropicales y la rica vegetación de la región. Creció rodeado de árboles frutales en una hacienda propiedad de su padre, lo que influyó en sus primeras acuarelas y dibujos. A los 14 años, tras mudarse a la Ciudad de México, inició su formación artística en el taller del pintor español José Bardasano Baos. Durante esta etapa, quedó profundamente marcado por la obra de Joaquín Sorolla, Camille Pissarro y otros impresionistas, desarrollando un estilo que continuaba de manera original esta tradición artística.

### Trayectoria artística
En 1956, Zapata Ponce realizó su primera exposición individual en la Sala Velázquez, en la Ciudad de México, presentando cerca de 30 obras. A partir de entonces, su carrera como pintor se consolidó, destacándose por su capacidad para capturar la luz, el color y las emociones a través de su técnica pictórica.

### Labor pedagógica
Además de su obra artística, Zapata Ponce dedicó gran parte de su vida a la enseñanza. Fue profesor en instituciones reconocidas como la Royal Academy of Arts en Londres y el Centro Nacional de las Artes (La Esmeralda) en México. A lo largo de su carrera, formó a numerosas generaciones de artistas, transmitiendo no solo su técnica, sino también su pasión por la pintura, el grabado y la composición plástica.

### Legado
Enrique Zapata Ponce dejó un importante legado en el arte mexicano, siendo recordado por su contribución al folclor nacional, su enfoque contemporáneo del neoimpresionismo y sus estudios profundos en composición plástica. Su influencia perdura tanto en sus obras como en la formación artística de sus alumnos.